# Vittorio De Sica
Vittorio Domenico Stanislao Gaetano Sorano De Sica (Sora, Italia; 7 de julio de 1901-Neuilly-sur-Seine, Francia, 13 de noviembre de 1974), conocido como Vittorio De Sica, fue un actor y director de cine italiano ganador de cuatro Premios Óscar.

## Biografía
Nació en Sora, ciudad perteneciente en ese entonces a la provincia de Terra di Lavoro, en la región de Campania (hoy incorporada en la provincia de Frosinone, Lacio), hijo del empleado de banca y asegurador de origen salernitano Umberto y de la napolitana Teresa Manfredi.
En 1914, la familia se trasladó a Nápoles y, después de la Primera Guerra Mundial, a Florencia. Posteriormente, Vittorio se mudó a Roma, donde en la década de 1930 consiguió tener su propia compañía teatral e iniciar una segunda carrera cinematográfica como actor y director.

## Vida personal
Era conocida su gran pasión por el juego, por el que a veces se encontraba perdiendo grandes sumas de dinero, y que probablemente explica algunas de sus participaciones en películas que no estaban a su altura.
En la inmediata posguerra fue un jugador frecuente de ruleta en el Casino Municipal del Castello di Rivoli.
La pasión por el juego nunca la escondió e incluso la recuperó, con gran autoburla, en varios de sus personajes cinematográficos, como en El conde Max, Un italiano en América o El oro de Nápoles.
El 10 de abril de 1937, De Sica se casó ―en la iglesia de Borgo San Pietro (de Asti)― con la actriz turinesa Giuditta Rissone, a la que había conocido diez años antes y con la que tuvo una hija, Emilia, llamada Emi (1938-2021).
En 1942, en el rodaje de la película Un garibaldino al convento, conoció a la actriz española María Mercader, con la que posteriormente cohabitó. Tras su divorcio de Rissone, obtenido en México en 1954, se unió a la actriz española en un primer matrimonio en 1959, también en México, pero la unión fue considerada "nula" por no ser reconocida por la ley italiana; en 1968 obtuvo la ciudadanía francesa y se casó con Mercader en París.
Con ella había tenido entretanto dos hijos: Manuel (1949-2014), músico,
y Christian (1951), que seguiría sus pasos como actor y director. Sus nietos Andrea (1981), hijo de Manuel, es también director y guionista, y Brando (1983), hijo de Christian, es actor y director.
Christian (quien formó un exitoso dúo cómico con Massimo Boldi).
De una relación anterior con la actriz, también española, Mimí Muñoz nació la actriz Vicky Lagos.
Aunque divorciado, De Sica no podía renunciar a su primera familia. Comenzó así una doble vida, con dobles almuerzos en los días festivos y el consiguiente desgaste; se dice que en Nochebuena y Año Nuevo adelantaba el reloj dos horas en casa de los Mercader para hacer un brindis a medianoche con ambas familias. La primera esposa aceptó mantener una especie de matrimonio aparente para no privar a su hija de una figura paterna. Estos aspectos de su vida se inspiran en parte en la película El inmoral, dirigida por Pietro Germi en 1967 y protagonizada por Ugo Tognazzi.

## Vida artística

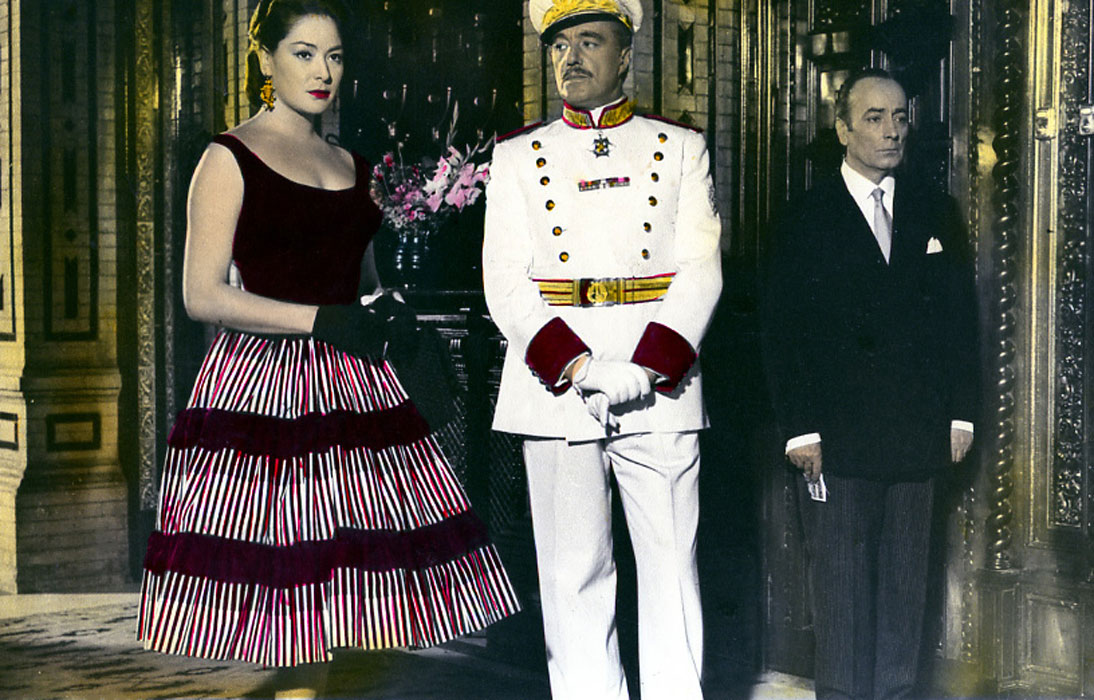
De Sica (vestido de blanco) con Columba Domínguez en Pan, amor y... Andalucía (1958).

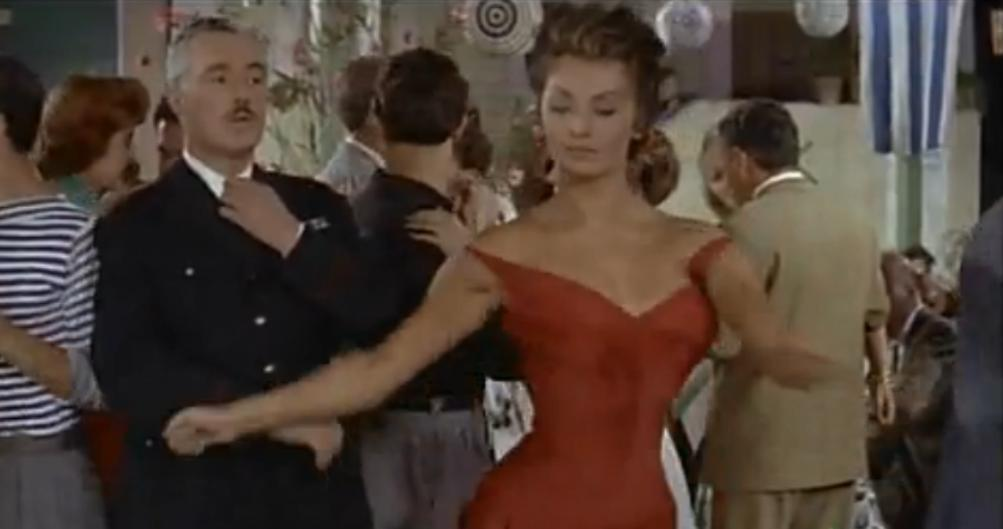
Vittorio De Sica y Sophia Loren bailan el mambo en la película de Dino Risi Pan, amor y..., secuela de 1955 de la dirigida en 1953 por Luigi Comencini: Pan, amor y fantasía.

Figura clave del movimiento cinematográfico, conocido como neorrealismo italiano, al que contribuyó con dos destacadas películas, escritas en colaboración con Cesare Zavattini. Una de ellas es Sciucià, traducida en España como El limpiabotas (Sciuscià es una deformación de la expresión inglesa «shoe shine»). Este film narra la historia de un grupo de niños que durante la Segunda Guerra Mundial se ofrecen para trabajar como limpiabotas para los soldados estadounidenses. La segunda gran obra neorrealista de Vittorio De Sica es su universalmente conocida Ladrón de bicicletas.
De Sica se inició en la escena cuando en 1927 ingresó en calidad de segundo actor joven en la compañía de Sergio Tofano, Luigi Almirante y Giuditta Rissone. Después de las dos películas mencionadas continuó con Milagro en Milán, producida en 1951, y Umberto D en 1952. A partir de esta época, De Sica se fue alejando del cine «de autor» para participar en proyectos menos ambiciosos y con una mayor carga comercial. En los años 1970, volvió el De Sica más personal, con películas como El jardín de los Finzi Contini y el que sería su último filme: El viaje (1974).
La crítica destaca asimismo su film de 1960 La ciociara, conocida en España como Dos mujeres. Habría de valerle a Sophia Loren el Óscar a la mejor actriz.
Una de sus primeras apariciones como actor fue en la película Gli uomini, che mascalzoni! (¡Que descarados son los hombres!) de 1932 en la que canta la famosa canción Parlami d'amore, Mariù y destacó, entre otras muchas películas, en El general Della Rovere, donde interpreta a un estafador de poca monta que acepta hacerse pasar por un general badogliano (partidario del presidente del gobierno Pietro Badoglio, militar nombrado para tal cargo por el rey Víctor Manuel III tras la deposición de Benito Mussolini y el armisticio del 8 de septiembre de 1943) abatido por los alemanes al intentar entrar en Italia para ponerse al frente de la Resistencia, y de la evolución moral del personaje de De Sica de estafador sin principios a héroe de la lucha antinazi.
Para el rodaje de La puerta del cielo, Vittorio De Sica dio trabajo como extras a alrededor de 300 judíos y otros amenazados por el nazismo. Para evitar su captura y deportación, el director de Ladrón de bicicletas prolongó lo más que pudo el rodaje, permitiendo así que pudieran eludir el cerco nazi-fascista hasta la llegada de los aliados en junio de 1944.
Falleció el 13 de noviembre de 1974 en Neuilly-sur-Seine, Francia, tras una intervención quirúrgica.

## Filmografía

### Director
- 1940: Rosas escarlata (Rose scarlatte)
- 1941: Nacida en viernes (Teresa Venerdì)
- 1941: Magdalena, cero en conducta (Maddalena zero in condotta)
- 1942: Recuerdo de amor (Un garibaldino al convento)
- 1943: Los niños nos miran (I bambini ci guardano)
- 1945: La puerta del cielo (La porta del cielo)
- 1946: El limpiabotas (Sciuscià)
- 1948: Ladrón de bicicletas o Ladrones de bicicletas (Ladri di biciclette)
- 1951: Milagro en Milán (Miracolo a Milano)
- 1952: Umberto D. (Umberto D.)
- 1953: Estación Termini (Stazione Termini)
- 1954: El oro de Nápoles (L'oro di Napoli)
- 1956: El techo (Il tetto)
- 1958: Ana de Brooklyn (Anna di Brooklyn)
- 1960: Dos mujeres (La ciociara)
- 1961: El juicio universal (Il giudizio universale)
- 1962: Boccaccio 70 (Boccaccio '70), episodio «La rifa» («La riffa»)
- 1962: Los secuestrados de Altona (I sequestrati di Altona)
- 1963: Ayer, hoy y mañana (Ieri, oggi, domani)
- 1963: El especulador (Il Boom)
- 1964: Matrimonio a la italiana (Matrimonio all'italiana)
- 1966: Un mundo nuevo (Un monde nouveau)
- 1966: Tras la pista del zorro (Caccia alla volpe)
- 1967: Siete veces mujer (Woman Times Seven)
- 1967: Las brujas (Le streghe), episodio «Una tarde como cualquier otra» («Una sera come le altre»)
- 1968: Amantes (Amanti)
- 1970: Tres parejas (Le coppie), episodio «El león» («Il leone»)
- 1970: El jardín de los Finzi-Contini (Il giardino dei Finzi-Contini)
- 1970: Los girasoles (I girasoli)
- 1972: ¿Y cuando llegará Andrés? (Lo chiameremo Andrea)
- 1973: Las vacaciones (Una breve vacanza)
- 1974: El viaje (Il viaggio)

### Actor (parcial)

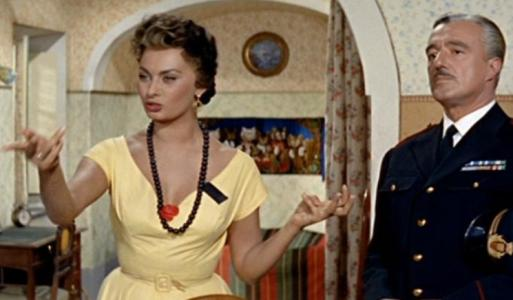
Otro fotograma de Pan, amor y...

- 1953: Pan, amor y fantasía (Pane, amore e fantasia) (Mariscal Antonio Carotenuto)
- 1954: Pan, amor y celos (Pane, amore e gelosia) (Mariscal Antonio Carotenuto)
- 1954: Peccato che sia una canaglia (Alessandro Biasetti)
- 1955: Pan, amor y... (Pane, amore e...) (Mariscal Antonio Carotenuto)
- 1955: El signo de Venus (Il segno di Venere) (Dino Risi)
- 1958: Gli zitelloni (El profesor)
- 1957: Adiós a las armas (A Farewell to Arms) (Mayor Alessandro Rinaldi)
- 1958: Pan, amor y... Andalucía (Pane, amore e... Andalusia) (Mariscal Antonio Carotenuto)
- 1959: El general De La Rovere (Il generale Della Rovere) (Emanuele Bardone)
- 1960: Capri (It Started in Naples) (Abogado Mario Vitale)
- 1968: Las sandalias del pescador (The Shoes of the Fisherman) (Cardenal Rinaldi)
- 1969: ¿Cuál de las 13? (12 + 1) (Carlo Di Seta)

### Guionista
- 1941: Teresa Venerdì
- 1941: L'avventuriera del piano di sopra de Raffaello Matarazzo
- 1942: La guardia del corpo, de Carlo Ludovico Bragaglia
- 1942: Un garibaldino al convento
- 1942: Se io fossi onesto, de Carlo Ludovico Bragaglia
- 1943: L'ippocampo de Gian Paolo Rosmino
- 1943: I nostri sogni de Vittorio Cottafavi
- 1943: Non sono superstizioso... ma! de Carlo Ludovico Bragaglia
- 1944: I bambini ci guardano
- 1946: Abbasso la ricchezza! de Gennaro Righelli
- 1946: Il marito povero de Gaetano Amata
- 1948: Ladri di biciclette
- 1948: Cuore, correalizado con Duilio Coletti
- 1948: Natale al campo 119 de Pietro Francisci
- 1951: Miracolo a Milano
- 1952: Umberto D.
- 1954: L'Oro di Napoli

## Premios y distinciones
Premios Óscar
| Año  | Categoría                                       | Película                      | Resultado |
| ---- | ----------------------------------------------- | ----------------------------- | --------- |
| 1948 | Óscar honorífico a la mejor película extranjera | El limpiabotas                | Ganador   |
| 1950 | Óscar honorífico a la mejor película extranjera | Ladrón de bicicletas          | Ganador   |
| 1958 | Mejor actor de reparto                          | Adiós a las armas             | Nominado  |
| 1965 | Mejor película de habla no inglesa              | Ayer, hoy y mañana            | Ganador   |
| 1966 | Mejor película de habla no inglesa              | Matrimonio a la italiana      | Nominado  |
| 1972 | Mejor película de habla no inglesa              | Il giardino dei Finzi-Contini | Ganador   |

Festival Internacional de Cine de Cannes
| Año  | Categoría   | Película         | Resultado |
| ---- | ----------- | ---------------- | --------- |
| 1951 | Gran Premio | Milagro en Milán | Ganador   |
| 1956 | Premio OCIC | Il tetto         | Ganador   |

Festival Internacional de Cine de Berlín
| Año  | Categoría  | Película                   | Resultado |
| ---- | ---------- | -------------------------- | --------- |
| 1971 | Oso de Oro | El jardín de Finzi-Contini | Ganador   |

## Obra escrita
- Ma chère Emi, il est cinq heures du matin. Lettres de tournage, trad. de Delphine Gachet, París, Éditions Robert Laffont, 2015, 336 p. ISBN 978-2-221-15743-5